# Henry Grob
Henry Grob (Braunau, 4 de junho de 1904 — Zurique, 5 de julho de 1974) foi um suíço de xadrez jogador, artista e pintor. Ele foi pioneiro em aberturas de xadrez excêntricas, como 1.g4 (livro Angriff g2 – g4, Zurique 1942), às vezes conhecido como Ataque de Grob. Ele foi premiado com o título de Mestre Internacional em 1950, em sua inauguração.
Grob foi considerado um dos principais jogadores suíços dos anos 1930 a 1950 e foi convidado para muitos torneios fechados de prestígio. Em 1926, ele empatou em 10-12º em Meran (Edgar Colle venceu). Em 1932, ele empatou em 9-12 em Berna (Alexander Alekhine venceu). Em 1934, ele empatou em 13-14º em Zurique em 1934 (Alekhine venceu). Em 1935, ficou em 3º, atrás de Flohr e Koltanowski, em Barcelona, em 3º em Rosas (Flohr venceu) e em 10º em Bad Nauheim (Bogoljubow venceu). Em 1936, ficou em 10º em Dresden (Alekhine venceu), empatou em 3º-4º em Reus e em 2º, atrás de Erik Lundin, em Ostend.
Em 1937, Grob venceu como primeiro no tie-break, 1o-3o com Reuben Fine e Paul Keres em Ostend (derrotando Keres e Fine, ambos jogadores de elite absoluta e vencedores conjuntos do torneio AVRO em 1938).
Em 1939, ficou em 9º em Stuttgart (Europa Turnier; Bogoljubow venceu). Em 1947, ele empatou em 2º-3º lugar, atrás de Savielly Tartakower em Baarn, e conquistou o 5º lugar em Veneza (Tartakower venceu). Em 1947/48 empatou em 2º a 4º, atrás de László Szabó, em Hastings. Em 1948, ficou em 8º em Veneza (Miguel Najdorf venceu). Em 1949/50, ficou em 4º em Lucerna (Blau venceu). Em 1951, ele ficou em 10º em Bad Pyrmont (zonal; Svetozar Gligorić venceu). Participou do Torneio Internacional de Xadrez de Gijón (1950) obtendo o 6º lugar.
Grob representou a Suíça nas Olimpíadas de Xadrezː
- Em 1927, no quarto tabuleiro da 1ª Olimpíada de Xadrez em Londres (+2 –5 = 7);
- Em 1935, no segundo tabuleiro da 6ª Olimpíada de Xadrez em Varsóvia (+2 –8 = 5);
- Em 1936, no terceiro tabuleiro da 3ª Olimpíada de Xadrez não oficial em Munique (+4 –7 = 6);
- Em 1952, no primeiro tabuleiro na 10ª Olimpíada de Xadrez em Helsinque (+6 –6 = 1).

Ele também jogou pela Suíça em alguns amistososː
- Em 1950 perdeu para Carlos Guimard 0,5: 1,5 em Zurique (SUI - ARG);
- Em 1951 empatou com Eugenio Szabados 1: 1 em Veneza (SUI - ITA);
- Em 1952, empatou com Rudolf Teschner 1: 1 em Lucerna (SUI - FRG);
- Em 1955, venceu o Weichselbaumer por 1: 0 em Zurique (SUI - Saar).[4]

Grob jogou várias partidasː
- Em 1933, ele perdeu para Salo Flohr (+1 –4 = 1);
- Em 1934, ele venceu Jacques Mieses (+4 –1 = 1);
- Em 1935, ele perdeu para Lajos Steiner (+1 –3 = 0);
- Em 1937, ele empatou com George Koltanowski (+1 –1 = 2);
- Em 1947, ele perdeu para Max Euwe (+0 –5 = 1);
- Em 1948, ele perdeu para Miguel Najdorf (+1 –5 = 0);
- Em 1949, ele perdeu para Efim Bogoljubow (+2 –4 = 1);
- Em 1950, ele perdeu para Lodewijk Prins (+1 –4 = 1).[5]

Ele foi campeão suíço duas vezes, em 1939 e 1951.
Entre 1946 e 1972, Grob jogou 3 614 partidas de xadrez por correspondência. Ele ganhou 2 703, perdeu 430 e empatou 481 jogos. Todos os jogos foram disputados contra leitores do Neue Zürcher Zeitung, um importante jornal suíço.

## Jogos notáveis
- Salomon Flohr vs Henri Grob, Match 1933, Queen Pawn Game: Krause Variation (D02), 0-1
- Henri Grob vs Aron Nimzowitsch, Zurich 1934, Alekhine Defense: Normal Variation (B03), ½–½